# Beaulieu-sous-Parthenay
Beaulieu-sous-Parthenay település Franciaországban, Deux-Sèvres megyében. Lakosainak száma 676 fő (2022. január 1.). Beaulieu-sous-Parthenay La Chapelle-Bertrand, Pompaire, Reffannes, Saint-Lin, Saint-Martin-du-Fouilloux, Vausseroux, Vouhé és Saint-Pardoux-Soutiers községekkel határos.

## Népesség
A település népességének változása:
| Lakosok száma | 675  | 675  | 690  | 674  | 669  | 664  | 668  | 672  | 676  |
|               | 2013 | 2015 | 2016 | 2017 | 2018 | 2019 | 2020 | 2021 | 2022 |